# Janneke de Roo
Janneke de Roo (Emmen, 24 november 1956) is een Nederlandse zangeres. Ze is vooral bekend van Zusjes De Roo die in de jaren zeventig een hit hadden met Blauwe Korenbloemen. Een paar jaar later stopten de drie zussen met het gezamenlijk zingen.

## Biografie
Janneke de Roo begon haar solocarrière in 2005. Ze begon dat jaar met twee singles, Blauwe Korenbloemen en Tino, en bracht in juni 2006 bij platenmaatschappij Carpenter Productions een soloalbum uit, Rozen voor jou alleen, geproduceerd door Gerto Heupink. Van dit album komt de single Een heel mooie nacht. In het voorjaar van 2007 kwam de single Espresso Italiano uit. Het nummer kreeg honderdduizend keer airplay in Nederland. In het najaar van 2007 kwam het album Gewoon uit. Naast het album kwam de single Mien Drenthe op de markt, een samenwerking van zangeres Akkelien Jansen en kinderkoor Tierelier. De single Mien Drenthe was ruim zes maanden een van de meest aangevraagde verzoekplaten bij TV Oranje. Daarnaast stond de single in de top tien van de meest aangevraagde nummers van 2008. In april 2008 kwam De Roo met de single No Amigo. Na No Amigo kwamen de singles als Servicedogs I love you, Delfziel ik hol van die en als voorloper van het nieuw album in 2009, kwam in november 2008 de single De wereld is van jou.
In het voorjaar van 2009 kwam De Roo nog met twee nummers, Zoals vrienden doen en Hallo Hallo. Het nummer Zoals vrienden doen was een samenwerking met Anita, van het duo ANITA & ED en in samenwerking met het Piratenkoor de Stormvogels uit Emmen. Op 26 april 2009 was de cd-presentatie van het album Hallo hallo de wereld is van jou. In juli 2009 kwam de single Draai mee met die kermis uit. Deze single behaalde de Single Top 100 en bleef zes weken in de lijst. Eind september 2009 verscheen een klassieker in een nieuw jasje: Zeeman. Tevens is op deze album ook het duet met Gerard Schoonbeek te vinden, getiteld: "Heimwee".
Starend over Zee werd de nieuwe single die februari 2010 verscheen. Het was een geheel nieuwe compositie, geschreven door Kees Tel en Janneke de Roo. Later dat jaar kwam De Roo met de single Nu gaat het feest pas echt van start. Op 10 oktober 2010 vierde De Roo haar vijfjarig jubileum als soloartiest. Naast haar jubileumfeest werd het album Onvergetelijk gepresenteerd. In december 2010 kwam ze met de nieuwe single Ave Maria.
In 2011 werd het minialbum Alles uitgereikt door de Amerikaanse zangeres Donna Lynton. In het najaar van 2013 nam De Roo samen met Chris de Roo de single "Niemand Weet" op. Speciaal voor haar "fans" nam De Roo nog een clip op met de titel "Zonder Jou". In het voorjaar van 2015 kwam De Roo met een nieuwe single op de markt: "Alleen".
De Roo was getrouwd met Kor Snoeijing. Hij overleed op 15 augustus 2014.
In mei 2018 nam ze samen met Charlotte (kleindochter) het nummer "Vang het licht" op.
Na een pauze van ongeveer 2 jaar brengt De Roo in het voorjaar van 2021 haar nieuw single uit, getiteld: "Het Dorp". Een cover van het lied: "Green Green Grass Of Home" geschreven door, Curly Putman. 
Later dat jaar werkte De Roo mee aan het Tv-programma "the voice senior" met het lied "Het Dorp". Ze koos voor Ilse DeLange. Tijdens de knockoutronde zong De Roo het nummer “Flink Zijn”. Een finaleplaats wist ze niet te halen.

## Discografie

### Albums
| Album met eventuele hitnotering(en) in de Nederlandse Album Top 100 | Datum van verschijnen | Datum van binnenkomst | Hoogste positie | Aantal weken | Opmerkingen            |
| ------------------------------------------------------------------- | --------------------- | --------------------- | --------------- | ------------ | ---------------------- |
| Rozen voor jou alleen                                               | 2006                  | -                     | -               | -            |                        |
| Gewoon                                                              | 2007                  | -                     | -               | -            |                        |
| Hallo hallo de wereld is van jou                                    | 2009                  | -                     | -               | -            |                        |
| Onvergetelijk                                                       | 2010                  | -                     | -               | -            |                        |
| Alles                                                               | 2011                  | -                     | -               | -            | Mini album             |
| Adieu mon amour                                                     | 2015                  | -                     | -               | -            | 10 Jaar Janneke de Roo |
| Het mooiste van                                                     | 2017                  | -                     | -               | -            |                        |

### Singles
| Single met eventuele hitnotering(en) in de Nederlandse Top 40 | Datum van verschijnen | Datum van binnenkomst | Hoogste positie | Aantal weken | Opmerkingen                                              |
| ------------------------------------------------------------- | --------------------- | --------------------- | --------------- | ------------ | -------------------------------------------------------- |
| Blauwe korenbloemen                                           | 2005                  | -                     | -               | -            | Maxi single                                              |
| Tino                                                          | 2005                  | -                     | -               | -            |                                                          |
| Een heel mooie nacht                                          | 2006                  | -                     | -               | -            |                                                          |
| Ben je eenzaam met kerstmis                                   | 2006                  | -                     | -               | -            | Duet: John Haze                                          |
| Espresso Italiano                                             | 2007                  | -                     | -               | -            | 100.000 keer airplay in Nederland                        |
| Mien Drenthe (Drents dialect)                                 | 2007                  | -                     | -               | -            | met: Akkelien Janssen en kinderkoor: Tierelier           |
| No amigo                                                      | 2008                  | -                     | -               | -            | m&t: M.Biesmans/H.van Wiggen                             |
| Servicedogs I love you                                        | 2008                  | -                     | -               | -            | Diverse Artiesten                                        |
| Delfziel ik hol van die (Dialect)                             | 2008                  | -                     | -               | -            |                                                          |
| De wereld is van jou                                          | 2008                  | -                     | -               | -            | m&t: K.Tel                                               |
| Vrede op aarde                                                | 2008                  | -                     | -               | -            |                                                          |
| Hallo hallo                                                   | 2009                  | -                     | -               | -            | m&t: K.Tel                                               |
| Draai mee met die kermis                                      | 2009                  | -                     | -               | -            | #66 in de Single Top 100                                 |
| Zeeman                                                        | 2009                  | -                     | -               | -            | #94 in de Single Top 100                                 |
| Starend over zee                                              | 2010                  | -                     | -               | -            | m&t: K.Tel                                               |
| Nu gaat het feest pas echt van start                          | 2010                  | -                     | -               | -            |                                                          |
| Kom dans de hele nacht met mij                                | 2010                  | -                     | -               | -            |                                                          |
| Ave Maria                                                     | 2010                  | -                     | -               | -            |                                                          |
| Vino vino                                                     | 2011                  | -                     | -               | -            | m&t: T.Santagata/J.Möring                                |
| Vaya con dios                                                 | 2011                  | -                     | -               | -            |                                                          |
| 40-50-60                                                      | 2011                  | -                     | -               | -            |                                                          |
| Alles                                                         | 2012                  | -                     | -               | -            | m&t: P.de Vormer                                         |
| Lieve lieveling                                               | 2012                  | -                     | -               | -            | uitgebracht door Hit It Music                            |
| Ik hou van het leven                                          | 2012                  | -                     | -               | -            |                                                          |
| Die tijd van toen                                             | 2013                  | -                     | -               | -            | Duet: John Enter                                         |
| Wanneer je gaat                                               | 2013                  | -                     | -               | -            |                                                          |
| Niemand weet                                                  | 2013                  | -                     | -               | -            | Duet: Chris de Roo                                       |
| Samen komen we er uit                                         | 2013                  | -                     | -               | -            | Diverse Artiesten All4food                               |
| Vergeten zal ik nooit                                         | 2014                  | -                     | -               | -            | uitgebracht door Hit It Music                            |
| Alleen                                                        | 2015                  | -                     | -               | -            | uitgebracht door Hit It Music                            |
| De geboorte van m'n kleinkind                                 | 2015                  | -                     | -               | -            | m&t: M.Schreijenberg/L.van Londen                        |
| Adieu mon amour                                               | 2015                  | -                     | -               | -            |                                                          |
| Ik mis je goed                                                | 2015                  | -                     | -               | -            | Duet: Dick van Altena                                    |
| Flink zijn                                                    | 2015                  | -                     | -               | -            | Live bij The Voice senior 2021                           |
| Als ik weg ga                                                 | 2016                  | -                     | -               | -            |                                                          |
| Mooi is de liefde                                             | 2016                  | -                     | -               | -            |                                                          |
| Een heel gelukkig kerstfeest allemaal                         | 2016                  | -                     | -               | -            | Diverse Artiesten (Kees Plat & Friends)                  |
| Ik verlang zo                                                 | 2017                  | -                     | -               | -            | Duet: Frans Kas                                          |
| Jij bent mijn liefde                                          | 2017                  | -                     | -               | -            | J.White/C.Blackwell/J.de Roo                             |
| Als je denkt aan je leven                                     | 2018                  | -                     | -               | -            |                                                          |
| Vang het licht                                                | 2018                  | -                     | -               | -            | Duet: Charlotte                                          |
| Het Dorp                                                      | 2021                  | -                     | -               | -            | C.Putman/J.Zwarteveen Live bij The Voice senior 2021     |
| Dans op een vulkaan                                           | 2021                  | -                     | -               | -            |                                                          |
| Andante Andante                                               | 2022                  | -                     | -               | -            | B.Andersson/B.Ulvaeus/J.de Roo                           |
| Veur gien geld (Drents dialect)                               | 2022                  | -                     | -               | -            | Samenwerking: Tim Hemme/Frans Vollink/Rieks Schuring     |
| De laatste dans                                               | 2023                  | -                     | -               | -            | m&t: J.Dils/J.Vriezelaar/H.Silver - Duet: Martin Sterken |
| Vervlogen                                                     | 2023                  | -                     | -               | -            | m&t: J.Veerman/J.Keizer/J.Tuijp                          |
| Ik mis je                                                     | 2024                  | -                     | -               | -            | m&t: B.Benson/M.Bouwmans                                 |
| Morgen is misschien te laat                                   | 2024                  | -                     | -               | -            | m&t: G.Timmermans/M.Capelle                              |
| Zinloos geweld (Adios mijn vriend)                            | 2025                  | -                     | -               | -            | m&t: P.Kartner - Duet: Chris de Roo                      |